# Dorpskerk (Hoog-Keppel)
De Dorpskerk Hoog-Keppel, is een kerk in de Nederlandse plaats Hoog-Keppel. De kerk is in de 15e eeuw gebouwd en gewijd aan Petrus en Paulus. Na de reformatie ging het gebouw over naar de protestanten. Op de locatie van de kerk stond daarvoor een kapel. In 1392 ontving de parochie toestemming om een kerk te bouwen op de locatie van de kapel. De tufstenen van de kapel zijn gebruikt voor de bouw van de toren. De kerk werd opgezet als pseudobasiliek. In de 18e eeuw zijn zowel de noord- als zuidbeuk van de kerk gesloopt. Hierdoor zijn graven die eerst in de kerk lagen, buiten de kerk komen te liggen. In de kerk is eveneens het priesterkoor middels een muur gescheiden van het schip. Op 1 jan 2013 is de Dorpskerk overgedragen aan de Stichting Oude Gelderse Kerken  en is het naast kerkelijk gebruik in gebruik als multifunctioneel gebouw dat kan worden gehuurd als trouw locatie en voor sociale, maatschappelijke en culturele evenementen. In 2023 is het bedrijfskantoor van de Stichting (Oude) Gelderse Kerken gevestigd in de consistorie van het kerkgebouw.
De romaanse kerktoren bestaat uit twee geledingen met erboven een afgeknotte torenspits. In de bovenste geleding zijn galmgaten verwerkt. De zijgevels zijn voorzien van spitsboogvensters met enkele steunberen. Rondom de kerk is een begraafplaats.
De kerk is in 1967 aangewezen als rijksmonument.

## Galerij

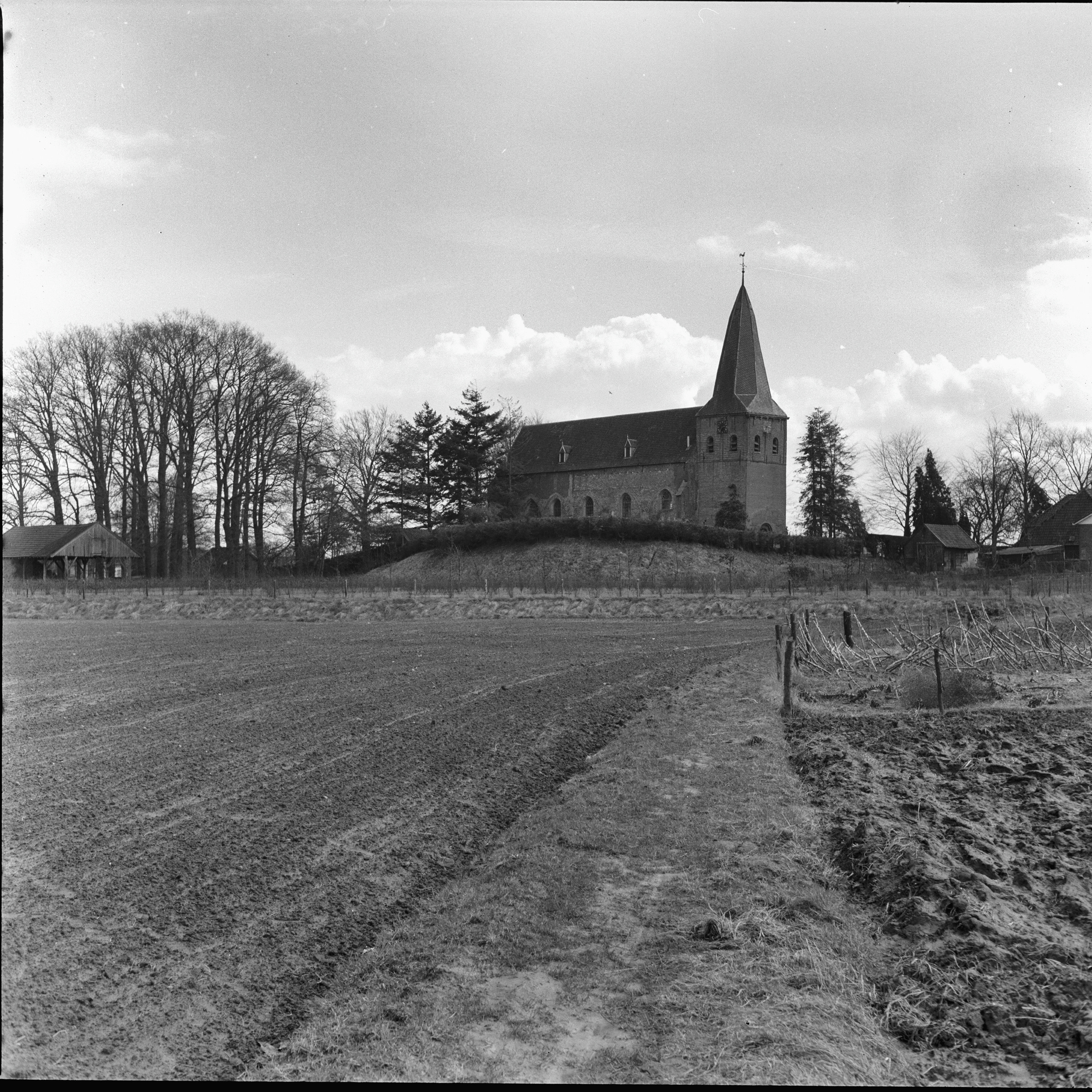
Kerk vanuit het noorden
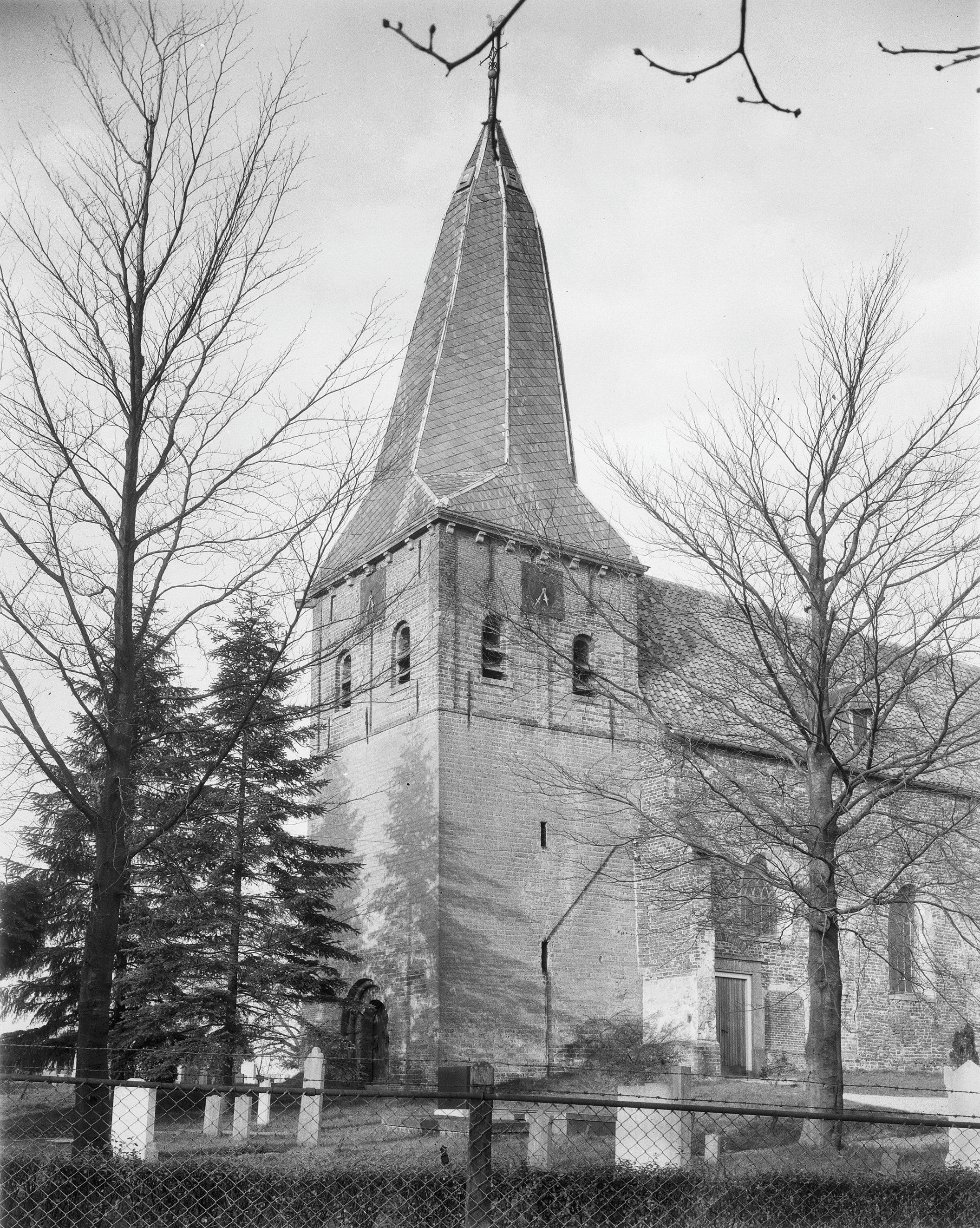
Toren
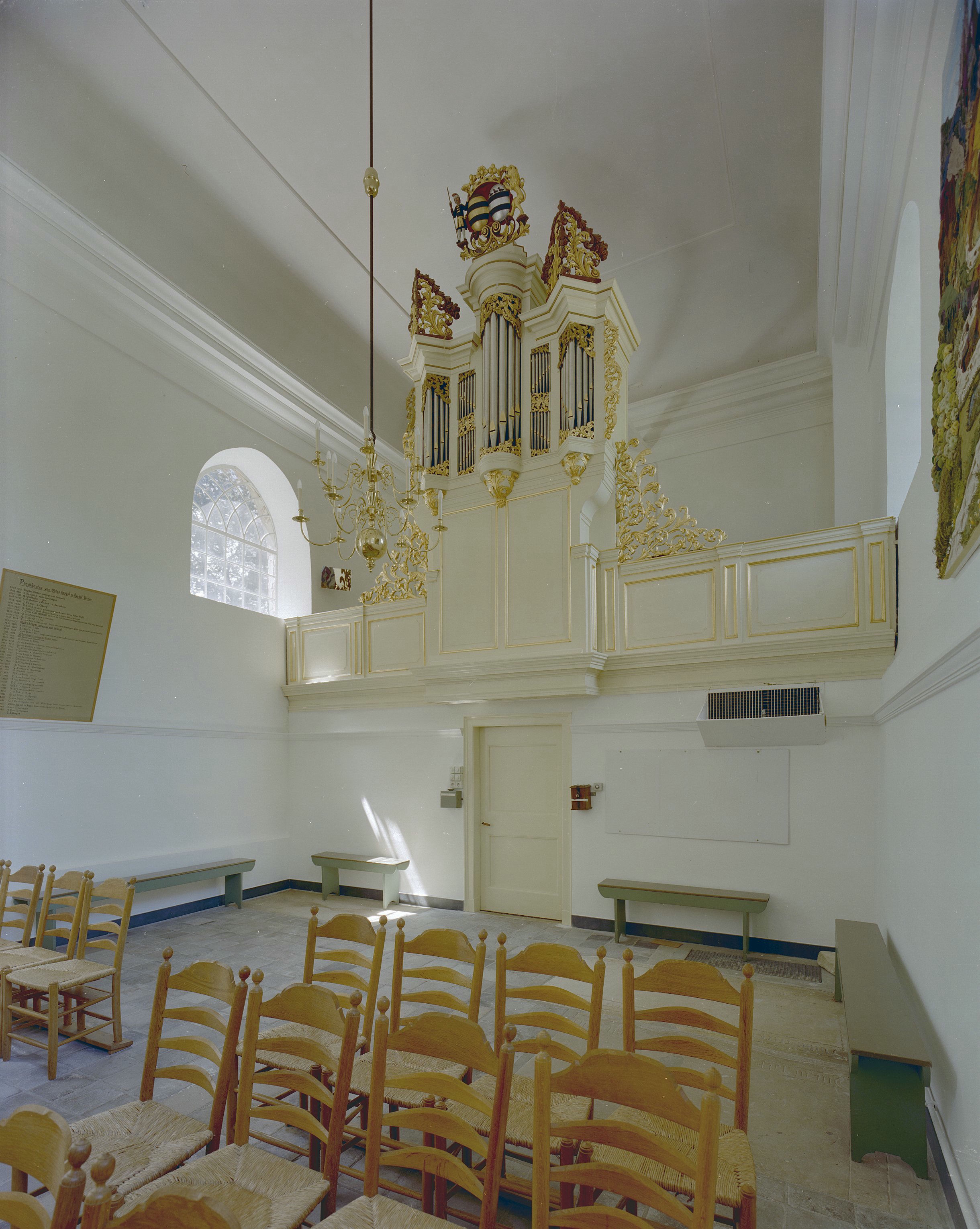
Orgel
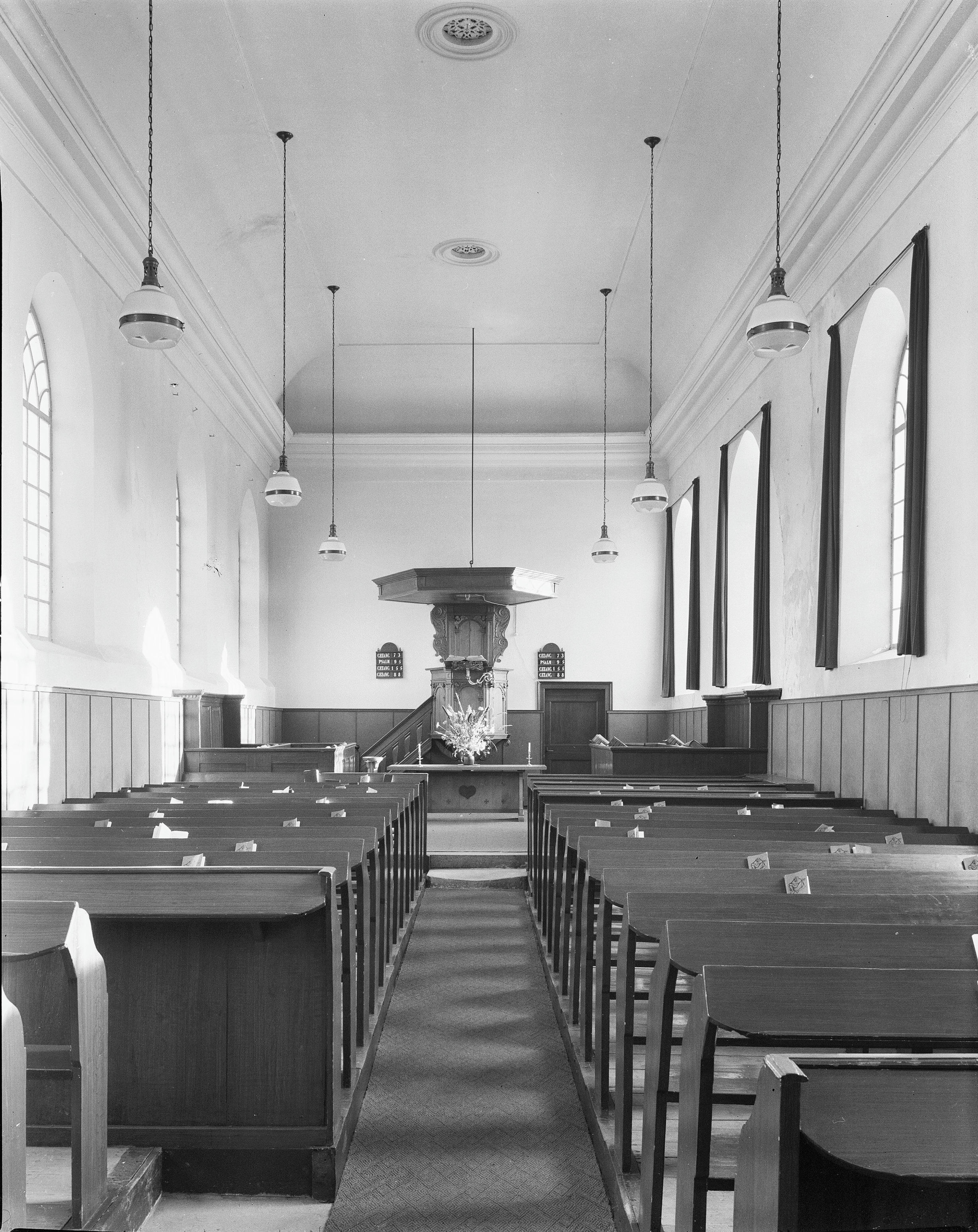
Interieur met zicht op de preekstoel